# Tåraure
Tåraure är en sjö i Arjeplogs kommun i Lappland och ingår i Piteälvens huvudavrinningsområde. Sjön har en area på 0,672 kvadratkilometer och ligger 440,1 meter över havet.

## Delavrinningsområde
Tåraure ingår i det delavrinningsområde (734931-163483) som SMHI kallar för Ovan 735106-163010. Medelhöjden är 458 meter över havet och ytan är 22,53 kvadratkilometer. Det finns inga avrinningsområden uppströms utan avrinningsområdet är högsta punkten. Vattendraget som avvattnar avrinningsområdet har biflödesordning 2, vilket innebär att vattnet flödar genom totalt 2 vattendrag innan det når havet efter 191 kilometer. Avrinningsområdet består mestadels av skog (74 procent) och sankmarker (22 procent). Avrinningsområdet har 0,76 kvadratkilometer vattenytor vilket ger det en sjöprocent på 3,4 procent.